# ニューヨーク・エボリューション
ニューヨーク・エボリューション株式会社（NewYork evolution）は、福岡県でスーパーマーケットを運営・展開していた小売業者である。旧・株式会社とみやま、アドバンテック株式会社。

## 概要
2023年11月時点で福岡県北九州市にスーパーマーケット「スーパーとみやま」「ニューヨークストア」4店舗、鹿児島県奄美大島のスーパー2店舗の精肉部門を運営していた。かつては山口県下関市にも店舗を有していたが、2014年3月末で閉店している。「ニューヨークストア」は福岡市にも複数の店舗があったが、2023年12月13日に住吉店が閉店したことによりすべて閉店した。
また「ニューヨークストア」のうちコレット内の店舗は、かつての親会社であったユニオネックスの展開する店舗ブランド「もとまちユニオン」の名を冠していたが2019年2月のコレット営業終了とともに閉店している。
2024年9月23日に運営していた4店舗全店が閉店され、廃業となった。廃業の1週間後にイオングループのイオン九州とイオンウエルシア九州（イオン九州とウエルシアホールディングスの合弁会社）が共同で全店舗の跡地を取得・継承し、イオンウエルシア九州の「ウエルシアプラス」へ転換の上で2025年春（予定）に再開業することを発表。同年2月から3月にかけ、承継した4店舗のうちの3店舗を「ウエルシアプラス」へ順次転換、再開業された。残る1店舗も再開業予定だが、店舗の建て替えを経ての再開業となる。
ニューヨーク・エボリューションは2024年11月20日に株式会社エヌ・ワイに商号変更。2025年2月5日に福岡地方裁判所小倉支部から特別清算開始決定を受けた。負債総額は約30億円。

## 歴史
かつての会社名は「とみやま」であった。
- 2004年、経営難から店舗を縮小し、創業家の富山家から横須賀市を中心とするスーパー運営会社「横須賀産業」（後のユニオネックス）に経営を譲渡しており[6]、2005年11月時点ではユニオネックスのグループ会社である[7][8]。[注 1]
- 2007年6月15日、経営再建が軌道に乗ったことを受けて社名を「アドバンテック株式会社」に変更。[6][10]
- 2009年4月、社名を「ニューヨーク・エボリューション株式会社」に変更。[11]

なお、ユニオネックスは2008年に京浜急行電鉄に買収され、2013年に京急ストアと経営統合しているが、ニューヨーク・エボリューションは引き続き谷尾が経営権を保持しているとみられている。
- 2024年9月23日、運営していた4店舗すべて閉店し廃業[4]。
- 2024年9月30日、店舗跡地をイオン九州とイオンウエルシア九州が共同で取得・継承。2025年春に「ウエルシアプラス」として再開業する予定であることを発表[5]。
- 2024年11月20日、商号を「株式会社エヌ・ワイ」に変更。株主総会で解散を決議[1]。
- 2025年2月5日、福岡地方裁判所小倉支部から特別清算開始決定を受ける[1]。

## 店舗
2024年9月23日の廃業時点で4店舗を運営していた。このうちの3店舗は「ウエルシアプラス」へ転換し再開業している。残るとみやま東町店は店舗建替を経ての再開業となる予定。
- ニューヨークストアとみやま門司店 → ウエルシアプラス門司中央店（2025年2月13日開業）
- とみやま東町店
- とみやま桜橋店 → ウエルシアプラス小倉桜橋店（2025年3月6日開業）
- ニューヨークストア貫店 → ウエルシアプラス小倉貫店（2025年3月21日開業）

### 注
1. ↑  横須賀産業の経営者の谷尾凱夫は、元々は福岡県の精肉小売業大手明治屋産業を創業した谷尾欽也の実弟であり、2000年頃まで明治屋の社長だった。現在も地場百貨店の井筒屋の個人筆頭株主であるなど福岡と関わりが深い[9]。